# Страховой портфель
Страховой портфель -  совокупная ответственность страховщика или перестраховщика по всем действующим договорам страхования или перестрахования. Фактическое число застрахованных объектов или число договоров, документально подтвержденных в делах страховщика
.
Можно выделить страховой портфель в целом по страховой компании и страховой портфель по отрасли или виду страхования. Понятие страхового портфеля как определенной совокупности договоров страхования или страховых рисков активно используется в перестраховании, в актуарных расчётах, а также при оценке результатов работы страховых агентов и андеррайтеров, для выработки андеррайтерской политики.
В нормативных документах - «Порядок передачи страхового портфеля при применении мер по предупреждению банкротства страховой организации, а также в ходе процедур, применяемых в деле о банкротстве страховой организации»(утв. приказом Минфина РФ от 13 января 2011 г. N 2н).